# Richard Davis (bassist)
Richard Davis (født 15. april 1930 i Chicago, USA, død 6. september 2023) var en amerikansk jazzbassist.
Davis studerede først klassisk kontrabas, men slog så over i jazzen. Han er en af de mest indspillede bassister i jazzens historie.[kilde mangler]
Han spillede bl.a. med Thad Jones, Elvin Jones, Andrew Hill, Eric Dolphy, Freddie Hubbard, Joe Henderson etc.

## Eksterne links/kilder
1. ↑  Richard Davis, international jazz legend and champion of racial justice, dies at 93 | Madison365

- Richard Davis' officielle hjemmeside
- Richard Davis på allaboutjazz.com
- Richard Davis på jazz.com Arkiveret 17. november 2011 hos  Wayback Machine
- Richard Davis på Allmusic
- Richard Davis på Discogs
- Richard Davis på MusicBrainz